# Dale Brown (Schriftsteller)

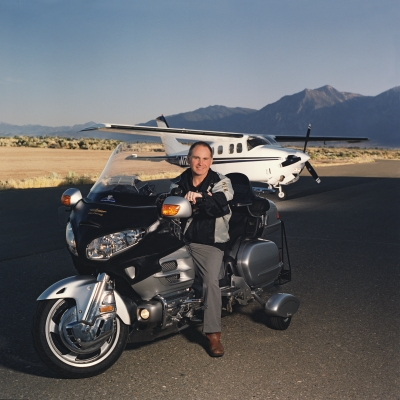
Dale Brown

Dale Brown (* 2. November 1956 in Buffalo,  New York) ist ein US-amerikanischer Thriller-Autor.

## Leben
Brown ist bekannt geworden für seine Bücher aus dem Genre Techno-Thriller oder Militär-Thriller. Er diente sieben Jahre lang in der US Air Force und flog als Navigator auf der FB-111 und B-52. Nachdem er 1987 aus der Air Force ausgeschied, schrieb er sein erstes Buch Höllenfracht (engl. „Flight of the Old Dog“), das erste aus seiner Patrick McLanahan–Reihe. Hauptdarsteller ist Patrick Shane McLanahan, der als Leutnant der US Air Force beginnt und bis zum 3-Sterne-General aufsteigt, und ab Starfire sein Sohn Brad. 
Brown zahlreiche Bücher wurden fast alle ins Deutsche übersetzt. Zwölf seiner Titel erreichten den einen Spitzenplatz in der Bestsellerliste der New York Times. 
2005 schrieb Brown die Story des von Eugen Systems entwickelten Computerspiels Act of War: Direct Action. Die Hauptfigur des Spiels Jason Richter sowie die Eliteeinheit Talon sollten auch in mehreren seiner nächsten Romane eine Rolle spielen.

## Bücher: Patrick McLanahan-Serie
| Erscheinungsjahr USA | Titel (original)      | Erscheinungsjahr Deutschland | Titel (deutsch)       | Reihenfolge der Handlung |
| -------------------- | --------------------- | ---------------------------- | --------------------- | ------------------------ |
| 1987                 | Flight Of The Old Dog | 1988                         | Höllenfracht          | 1                        |
| 1989                 | Day Of The Cheetah    | 1990                         | Antares               | 4                        |
| 1991                 | Sky Masters           | 1994                         | Flug in die Nacht     | 2                        |
| 1992                 | Night Of The Hawk     | 1996                         | Nachtflug zur Hölle   | 3                        |
| 1996                 | Shadows Of Steel      | 1998                         | Stählerne Schatten    | 5                        |
| 1997                 | Fatal Terrain         | 2001                         | Der Schattenpilot     | 6                        |
| 1998                 | The Tin Man           | 2002                         | Stählerne Jäger       | 7                        |
| 1999                 | Battle Born           | 2002                         | Lautlose Jagd         | 8                        |
| 2001                 | Warrior Class         | 2003                         | Mann gegen Mann       | 9                        |
| 2002                 | Wings Of Fire         | 2003                         | Feuerflug             | 10                       |
| 2003                 | Air Battle Force      | 2004                         | Phantomjäger          | 11                       |
| 2004                 | Plan Of Attack        | 2006                         | Vergeltungsschlag     | 12                       |
| 2007                 | Strike Force          | 2009                         | Überschall            | 13                       |
| 2008                 | Shadow Command        | 2013                         | Schattenkommando      | 14                       |
| 2009                 | Rogue Forces          | 2013                         | Außer Kontrolle       | 15                       |
| 2010                 | Executive Intent      | 2014                         | Friedensstifter       | 16                       |
| 2011                 | A Time For Patriots   | 2015                         | Bruderkrieg           | 17                       |
| 2012                 | Tiger's Claw          | 11/2015                      | Feuerhölle            | 18                       |
| 2014                 | Starfire              | n/a                          | noch nicht erschienen | 19                       |
| 2015                 | Iron Wolf             | n/a                          | noch nicht erschienen | 20                       |
| 2017                 | Price of Duty         | n/a                          | noch nicht erschienen | 21                       |
| 2018                 | The Moscow Offensive  | n/a                          | noch nicht erschienen | 22                       |

## Bücher: Dreamland-Serie
| Erscheinungsjahr USA | Titel (original)        | Erscheinungsjahr Deutschland | Titel (dt.)      |
| -------------------- | ----------------------- | ---------------------------- | ---------------- |
| 2001                 | Dreamland               | n/a                          | nicht erschienen |
| 2002                 | Dreamland: Nerve Center | n/a                          | nicht erschienen |
| 2002                 | Dreamland: Razor's Edge | n/a                          | nicht erschienen |
| 2003                 | Dreamland: Piranha      | n/a                          | nicht erschienen |
| 2003                 | Dreamland: Strike Zone  | n/a                          | nicht erschienen |
| 2004                 | Dreamland: Armageddon   | n/a                          | nicht erschienen |
| 2005                 | Dreamland: Satan's Tail | n/a                          | nicht erschienen |
| 2006                 | Dreamland: End Game     | n/a                          | nicht erschienen |
| 2007                 | Dreamland: Retribution  | n/a                          | nicht erschienen |
| 2008                 | Dreamland: Revolution   | n/a                          | nicht erschienen |
| 2009                 | Dreamland: Whiplash     | n/a                          | nicht erschienen |
| 2010                 | Dreamland: Black Wolf   | n/a                          | nicht erschienen |

## Bücher: Jason Richter-Serie
| Erscheinungsjahr USA | Titel (original) | Erscheinungsjahr Deutschland | Titel (dt.) |
| -------------------- | ---------------- | ---------------------------- | ----------- |
| 2005                 | Act of War       | 2006                         | Feuerstoß   |
| 2006                 | Edge of Battle   | 2008                         | Erstschlag  |

## Bücher: Nicholas Flynn-Serie
| Erscheinungsjahr USA | Titel (original)       | Erscheinungsjahr Deutschland | Titel (dt.)      |
| -------------------- | ---------------------- | ---------------------------- | ---------------- |
| 2021                 | Arctic Storm Rising    | 2023                         | Polarsturm       |
| 2022                 | Countdown to Midnight  | n/a                          | nicht erschienen |
| 2023                 | Weapons of Opportunity | n/a                          | nicht erschienen |

## Bücher: Independent Serie
| Erscheinungsjahr USA | Titel (original)  | Erscheinungsjahr Deutschland | Titel (dt.)          |
| -------------------- | ----------------- | ---------------------------- | -------------------- |
| 1988                 | Silver Tower      | 1990                         | Die Silberne Festung |
| 1990                 | Hammerheads       | 1992                         | Der Tag des Falken   |
| 1993                 | Chains of Command | n/a                          | nicht erschienen     |
| 1994                 | Storming Heaven   | n/a                          | nicht erschienen     |